# 村瀬迪与
村瀬 迪与（むらせ みちよ、2月28日 - ）は、日本の女優、声優。岐阜県出身。マウスプロモーション所属。

## 経歴
2006年にテアトルアカデミーに入所。2014年にマウスプロモーション所属となった。

## 人物
方言は岐阜弁。
趣味・特技は新体操。

## 出演
太字はメインキャラクター。

### テレビアニメ
2011年
- 毎日かあさん（2011年 - 2012年、大地くん〈代役〉、サトコちゃん）

2013年
- ガイストクラッシャー（亜藤ジン太）
- 遊☆戯☆王ZEXAL（2013年 - 2014年、ガードペンギン・ブンブンセブン） - 2シリーズ

2014年
- ジョジョの奇妙な冒険 スターダストクルセイダース（郵便ポスト）
- 団地ともお（佐山真理）
- 遊☆戯☆王ARC-V（神月アレン）

2015年
- かみさまみならい ヒミツのここたま（2015年 - 2018年、モグタン、仁科清美）
- 戦記絶唱シンフォギア シリーズ（2015年 - 2019年、ガリィ・トゥーマーン） - 2シリーズ

2016年
- 宇宙パトロールルル子（スーシィ・マンババラン）
- 斉木楠雄のΨ難（じゃんけん小僧）
- シュヴァルツェスマーケン（シルヴィア・クシャシンスカ）
- フリップフラッパーズ（ユクスキュル）
- モンスターハンター ストーリーズ RIDE ON（2016年 - 2018年、ヒョロ）

2017年
- リトルウィッチアカデミア（スーシィ・マンババラン）
- 南鎌倉高校女子自転車部（3年生）
- 機動戦士ガンダム 鉄血のオルフェンズ（イーサン）
- ドラえもん（テレビ朝日版第2期）（2017年 - 2025年、幼虫、ピンキリ未来鑑定メガネ、ケンちゃん、インスタントロボット、一郎 他）
- 魔法陣グルグル（ルリンダ）

2018年
- メガロボクス（2018年 - 2021年、サチオ） - 2シリーズ
- クレヨンしんちゃん（2018年 - 2024年、男の子、城たてる、男の子A、OK-2、ウマ 他）
- キラキラハッピー★ ひらけ!ここたま（2018年 - 2019年、エレーヌ、女性、葉子、モグタン）
- イナズマイレブン オリオンの刻印（2018年 - 2019年、幼い雨宮太陽、ワン・タンメオ）

2019年
- 忍たま乱太郎（2019年 - 2022年、若様、くの一）
- 大福くん（包大福）

2020年
- 映像研には手を出すな!（美術部 久保）
- BNA ビー・エヌ・エー（マリー伊丹）
- デカダンス（ジル）

2024年
- ラグナクリムゾン（ネビュリム成竜、魔法士たち）
- ダンジョン飯（リド）
- 名探偵コナン（山村ミサオ〈幼少〉）
- ラーメン赤猫（サブ）

### 劇場アニメ
- リトル ウィッチ アカデミア（2013年 - 2015年、スーシィ・マンババラン[17]） - 2作品[一覧 1]
- 映画かみさまみならい ヒミツのここたま 奇跡をおこせ♪テップルとドキドキここたま界（2017年、モグタン）
- ペンギン・ハイウェイ（2018年、コバヤシ君）
- 映画ドラえもん のび太の月面探査記（2019年、ヌル）
- クレヨンしんちゃん 謎メキ!花の天カス学園（2021年、おはよう男子児童）

### Webアニメ
- DEVILMAN crybaby（2018年、受美）
- マウスどうぶつえん（2018年 - 、カッパのみちよ）
- ガンダムビルドダイバーズRe:RISE（2019年 - 2020年、フルン） - 2シリーズ
- マウスどうぶつえん名作劇場（2020年、カッパのみちよ）
- ガンダムビルドダイバーズ バトローグ（2020年、フルン）

### ゲーム
2007年
- エースコンバット6 解放への戦火（ジェシカ）

2013年
- ガイストクラッシャー（亜藤ジン太）

2015年
- シュヴァルツェスマーケン 紅血の紋章（シルヴィア・クシャシンスカ）
- 魔界戦記ディスガイア5（黄色いプリニー、メイド）

2016年
- 遊☆戯☆王デュエルモンスターズ 最強カードバトル!（サイキック天道）
- クイズRPG 魔法使いと黒猫のウィズ（2016年 ‐ 2024年、アリーサ・ベルゴン、ララーナ・イニス、アリシュデム）
- ドラゴンプロジェクト（ピッケ）
- シュヴァルツェスマーケン 殉教者たち（シルヴィア・クシャシンスカ

2017年
- 戦姫絶唱シンフォギアXD UNLIMITED（ガリィ・トゥーマーン）
- リトルウィッチアカデミア 時の魔法と七不思議（スーシィ・マンババラン）
- よるのないくに2 〜新月の花嫁〜（フィーユ、スポラ、アリス）

2018年
- ブレイドスマッシュ（パフィン）
- League of Legends（ニーコ）

2019年
- モンスターストライク（2019年 - 2024年、風魔小太郎、ふぐぶくろ、カナロアン、タイックィー、ぽるたん）
- ポケモンマスターズ（マーマネ）
- 東京コンセプション（キャム）

2020年
- リトルウィッチアカデミア VR ほうき星に願いを（スーシィ・マンババラン）

2022年
- 機動戦士ガンダム U.C. ENGAGE（2022年 - 2025年、べトラ・カスタディ）

2023年
- ドラゴンクエストX 天星の英雄たち オンライン（チュラリス、メファビア）
- 対魔忍GOGO!（リ・ウータオ）
- ドラゴンクエストモンスターズ3 魔族の王子とエルフの旅（チョロスケ）

2024年
- BAR ステラアビス（ティプシィ）
- UFOロボ グレンダイザー たとえ我が命つきるとも（牧葉吾郎、ナイーダ、メディコプター） - 日本語版

2025年
- グランブルーファンタジー（ザライダ）

### ドラマCD
- MAUSU THEATER

### 吹き替え

#### 映画
- ノー・エスケープ（2017年、レン）
- ウィーク・オブ・ウェディング（2018年、モーガン）

#### ドラマ
- ミレニアル・ガールズ〜ロンドン無計画ライフ〜（2023年、バーディ〈ベル・パウリー〉[37]）

#### アニメ
- バディ・サンダーストラック（2017年、ホイセンベリー保安官代理）
- ワクフ（2017年、エルペル他）
- モンスター・ホテル（2018年、ミランダ）
- ミッキーマウスとロードレーサーズ（2019年、マギー）
- スピリット（2019年、スニップス）

### 舞台
- 川末劇団8回公演「ただいま」
- 魚座たちの渚（ワニズム朗読版）作：古賀勝哉 / 演出：大和優雅
- 護送撃団方式第3回公演「ヤマナラシ」
- 護送撃団方式第4回公演「カラクリ」

## ディスコグラフィ

### キャラクターソング
| 発売日         | 商品名                                                 | 歌 | 楽曲                           | 備考                                                                |
| -------------- | ------------------------------------------------------ | --- | ------------------------------ | ------------------------------------------------------------------- |
| 2015年11月11日 | ころころここたま！/ここんぽいぽいここったま！          | メロリーとここたまファイブ                                                                                             | 「ここんぽいぽいここったま！」 | テレビアニメ『かみさまみならい ヒミツのここたま』エンディングテーマ |
| 2017年4月26日  | ここたまハッピ〜パラダイス！/うたおう♪ここったまーち！ | 四葉こころ（本渡楓） with ここたま9+ライチ                                                                             | 「うたおう♪ここったまーち！」  | テレビアニメ『かみさまみならい ヒミツのここたま』エンディングテーマ |
| 2023年6月15日  | Ka☆Ku☆Go お命ちょーだい！                              | 大真しのぶ（古賀葵）、細川弾丸子（田中美海）、田中稲（遠野ひかる）、リ・ウータオ（村瀬迪与）、エスメラルダ（紡木吏佐） | 「Ka☆Ku☆Go お命ちょーだい！」  | ゲーム『対魔忍GOGO!』テーマソング                                   |